# Cretaccio
Il Cretaccio è un'isola italiana dell'arcipelago delle Isole Tremiti (o Diomedee) nel Mar Adriatico. È per superficie la più piccola isola dell'arcipelago tremitese. Per la sua modesta estensione non di rado viene considerata il maggiore degli scogli dell'arcipelago.
Completamente disabitata, rientra amministrativamente nel comune delle Isole Tremiti, sotto la giurisdizione della provincia di Foggia.

## Geografia e morfologia
L'isola si sviluppa su una superficie di circa 4 ha, per una lunghezza di 400 metri, una larghezza di 200 metri, con uno sviluppo costiero di 1 300 metri e un'altezza massima di 30 metri s.l.m..
Dista 300 metri da San Nicola, 200 metri da San Domino e 900 metri da Capraia. A meno di 100 metri dall'estremità orientale si trova l'isolotto di La Vecchia.